# Bowlesia argenticaulis
Bowlesia argenticaulis är en flockblommig växtart som beskrevs av Mildred Esther Mathias och Lincoln Constance. Bowlesia argenticaulis ingår i släktet drusor, och familjen flockblommiga växter. Inga underarter finns listade i Catalogue of Life.